# Shamli
Shamli é uma cidade  no distrito de Muzaffarnagar, no estado indiano de Uttar Pradesh.

## Geografia
Shamli está localizada a 29° 27′ N, 77° 19′ L. Tem uma altitude média de 248 metros (813 pés)[carece de fontes?].

## Demografia
Segundo o censo de 2001, Shamli tinha uma população de 89,861 habitantes[carece de fontes?]. Os indivíduos do sexo masculino constituem 54% da população e os do sexo feminino 46%[carece de fontes?]. Shamli tem uma taxa de literacia de 64%, superior à média nacional de 59.5%: a literacia no sexo masculino é de 70% e no sexo feminino é de 57%[carece de fontes?]. Em Shamli, 15% da população está abaixo dos 6 anos de idade[carece de fontes?].